# Vicent Vidal Corella
Vicente Vidal Corella (València, 1905 - ibíd., 26 de febrer de 1992), va ser un escriptor, historiador, periodista, fotògraf i músic valencià.

## Biografia
Nascut dins d'una de les més rellevants famílies de fotògrafs valencians, la de Martín Vidal Romero, el seu pare, i fundador de la saga, continuada per ell i els seus dos germans Martín i Luis; encara que va destacar també en el camp del fotoperiodisme, va abastar múltiples i diversos camps de la cultura, des de la música a l'escriptura, passant per la història i el periodisme.
Va treballar com fotoperiodista i va debutar en el Diario de Valencia des que en 1920 el seu pare deixés el lloc i ho continuessin Vicente i els seus germans.
Com el seu pare i els seus germans, durant la Guerra Civil va treballar com fotoperiodista de guerra en els fronts propers a València. Encara que també va dur a terme altres activitats com la de director del diari Adelante entre 1937 i 1939.
També va ser col·laborador assidu del periòdic valencià Las Provincias. On podem destacar articles com La València d'uns altres temps: les campanes de València.

## Obres
En el terreny musical, podem destacar la lletra, al costat de Vicente Miquel Carceller, de la revista musical produïda pel teatre “Nostre Teatre”, l'1 de gener de 1935, titulada “Pepico València”, amb música J. Sánchez Roglá. També va escriure llibres especialitzats sobre la història musical de València com:
- El maestro Serrano y los felices tiempos de la Zarzuela, Valencia, Prometeo, 1973. ISBN 8471990946. Amb cinc edicions.[8]
- El Himno Regional de Valencia, Ajuntament de València, 1975.
- El maestro Santiago Lope, Valencia, Conservatorio Superior de Música y Escuela de Arte Dramático de Valencia, 1979. Del que es realitzaren set edicions.[8]

Entre la seva obra impresa, molta de la qual tracta temes costumistes valencians com els dedicats a: La pilota valenciana (1969), Torres de València (1972); podem destacar:
- Valencia antigua y pintoresca. Publicaciones del Círculo de Bellas Artes, 1971 – 219 pág.[9] Amb sis edicions el mateix any de la seua publicació el 1971.[8]
- Los Benlliure y su época. Valencia: Prometeo, c1977. ISBN 8471990660.[3][10] D'aquesta obra es dugueren a terme huit edicions entre 1977 i 2000.[8]
- La Valencia de otros tiempos: tipos, costumbres, fiestas y tradiciones. Amb 4 edicions entre 1986 i 1992.[8]
- El Gremio de Industriales Panaderos de Valencia, Gremio de Industriales Panaderos de Valencia. ISBN 978-84-400-4059-6.[11]

I també podem destacar algunes de les seves publicacions gràfiques com:
- Historia Gráfica de las Fallas. Confederación Española de Cajas de Ahorros. ISBN 84-7580-010-6.[8]
- Cien Años de Historia de Valencia. ISBN 9788450034165.[12]
- Historia gráfica del fútbol valenciano. Caja de Ahorros. Valencia. 1982. ISBN 84-500-5489-3.

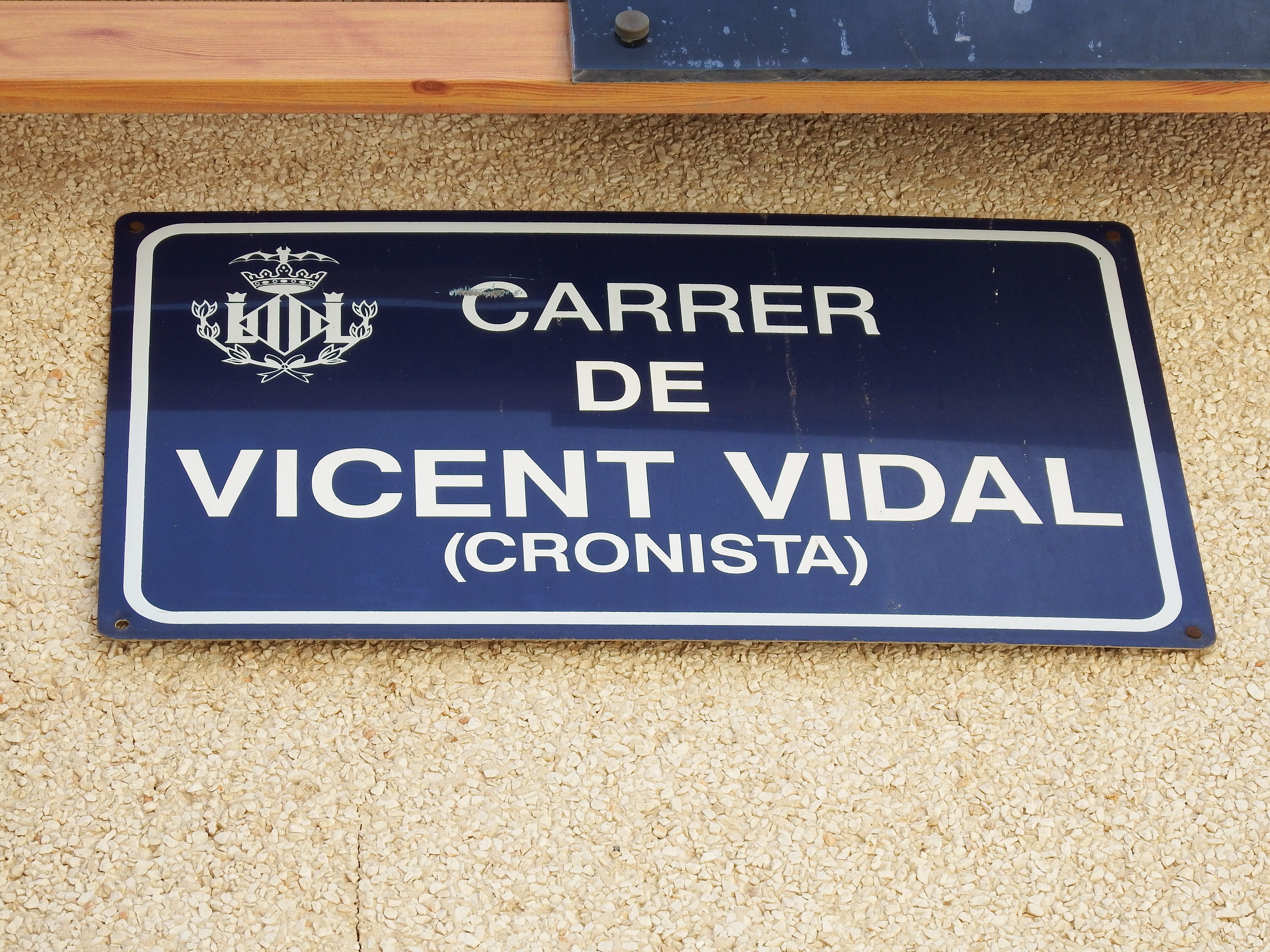

A més part de la seva obra gràfica com a fotògraf està dipositada a la Biblioteca Nacional d'Espanya.

## Reconeixements
L'Ajuntament de la ciutat de València li dedicà un carrer pel seu treball com cronista de la ciutat.